# Roque Balduque

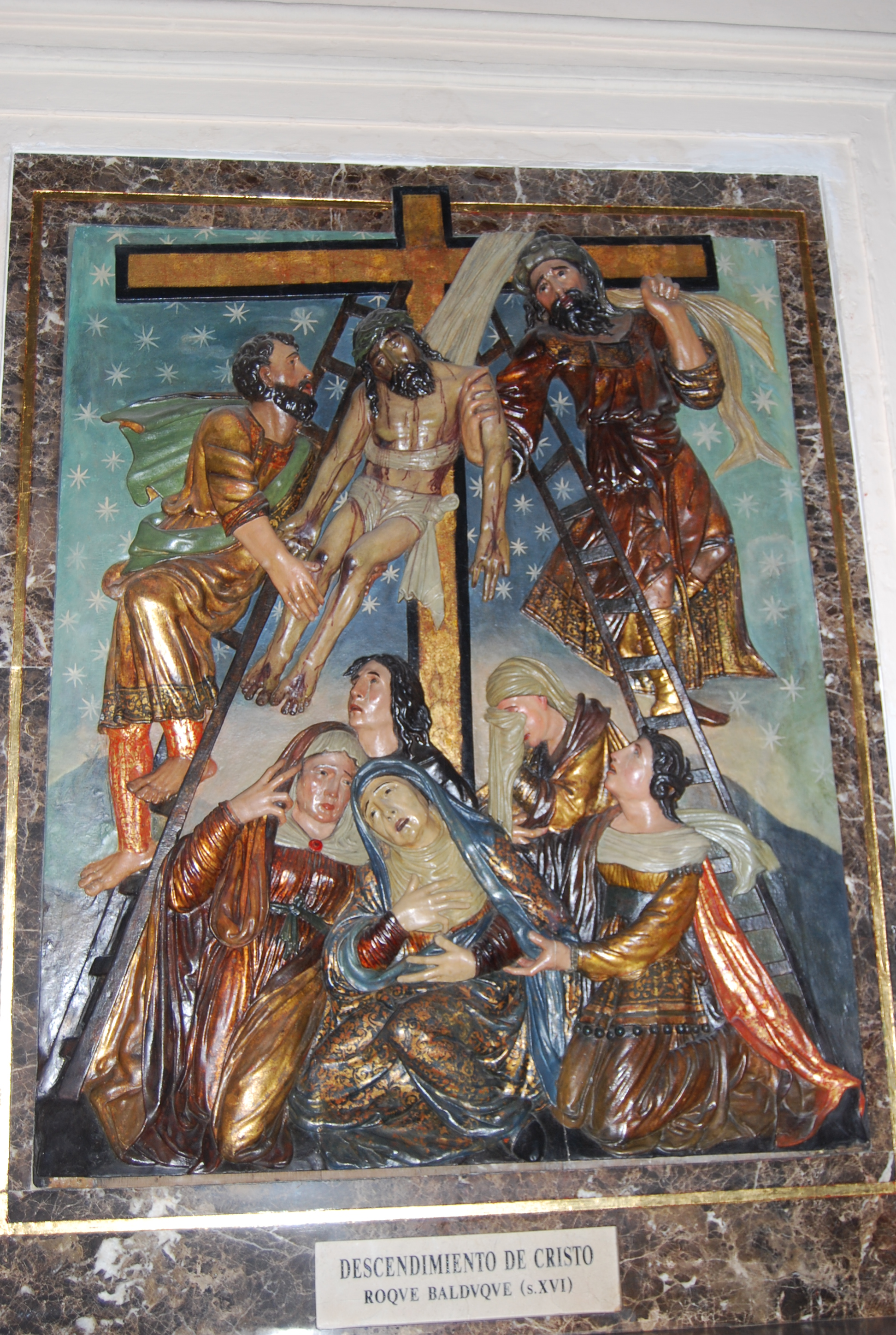
Resto de retablo. Iglesia San Juan Bautista. Chiclana. Cádiz. España. S XVI.

Roque Balduque (¿Bolduque?, circa 1500 – Sevilla, febrero de 1561), fue un escultor y retablista de origen neerlandés que desarrolló la mayor parte de su carrera en Sevilla durante el segundo tercio del siglo XVI. Se cree que nació en la ciudad de 's-Hertogenbosch, capital de Brabante (actual Brabante Septentrional en los Países Bajos). Esta ciudad es conocida en francés como Bois-le-Duc y en español como Bolduque, nombre del que probablemente deriva su apellido. Algunos autores han sugerido una posible relación con los artistas flamencos apellidados Bolduque que trabajaron en Medina de Rioseco. Se mantuvo activo hasta su fallecimiento en Sevilla en febrero de 1561.

## Obras reconocidas y atribuidas
Comenzó su colaboración en la ciudad con el retablo mayor catedralicio de Sevilla y posteriormente trabajó en el retablo de San Juan Bautista de Chiclana. A principios de 1554 fue contratado en Medina Sidonia, donde colaboró en la decoración del retablo sacramental de la Iglesia Parroquial Santa María La Mayor la Coronada. Cinco de los relieves del banco alto son originales suyos así como el grupo del calvario del ático, cuya autoría él mismo reconoció en su testamento.

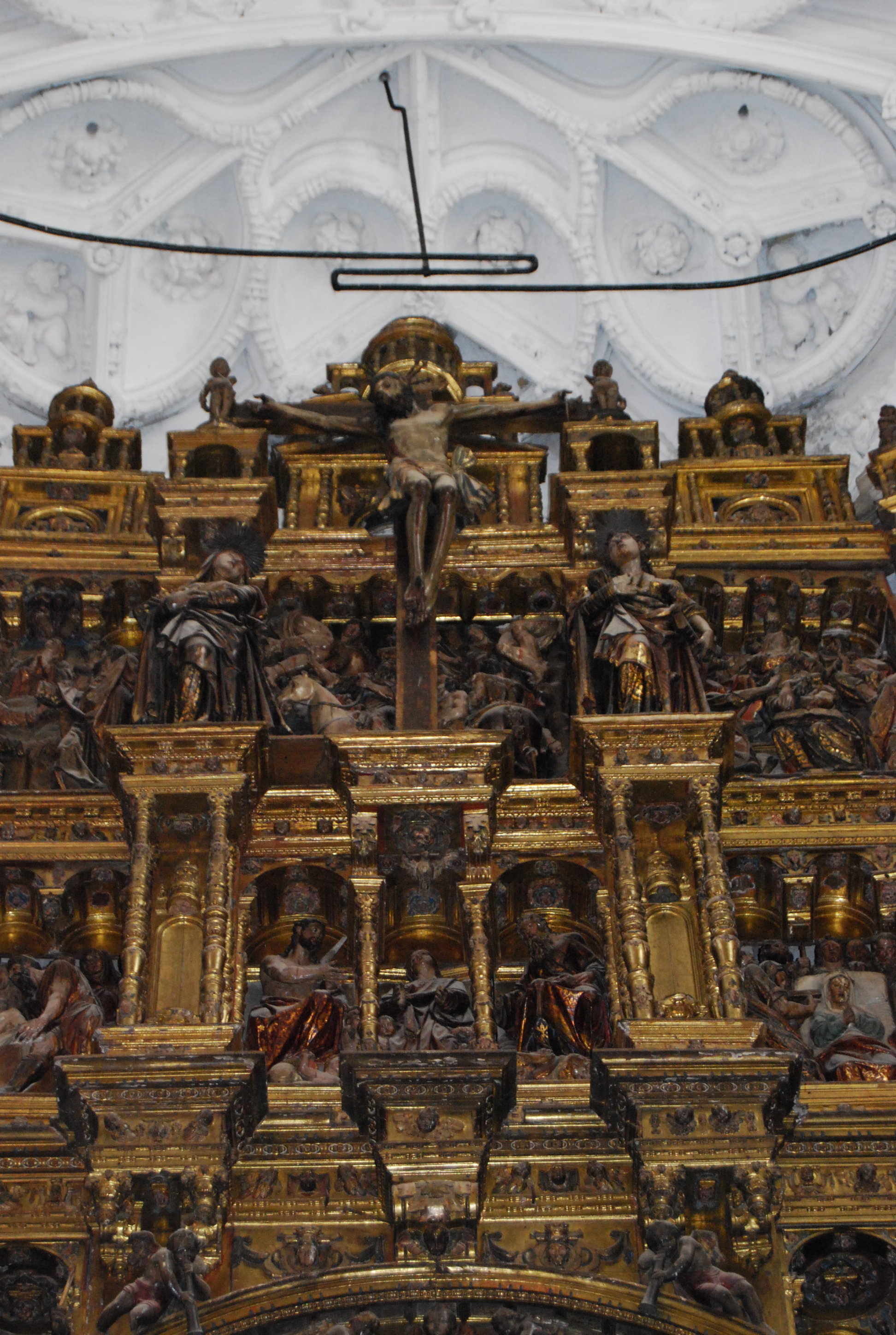
Grupo del Calvario. Ático del retablo renacentista de Santa María La Mayor La Coronada. Medina-Sidonia. Cádiz.

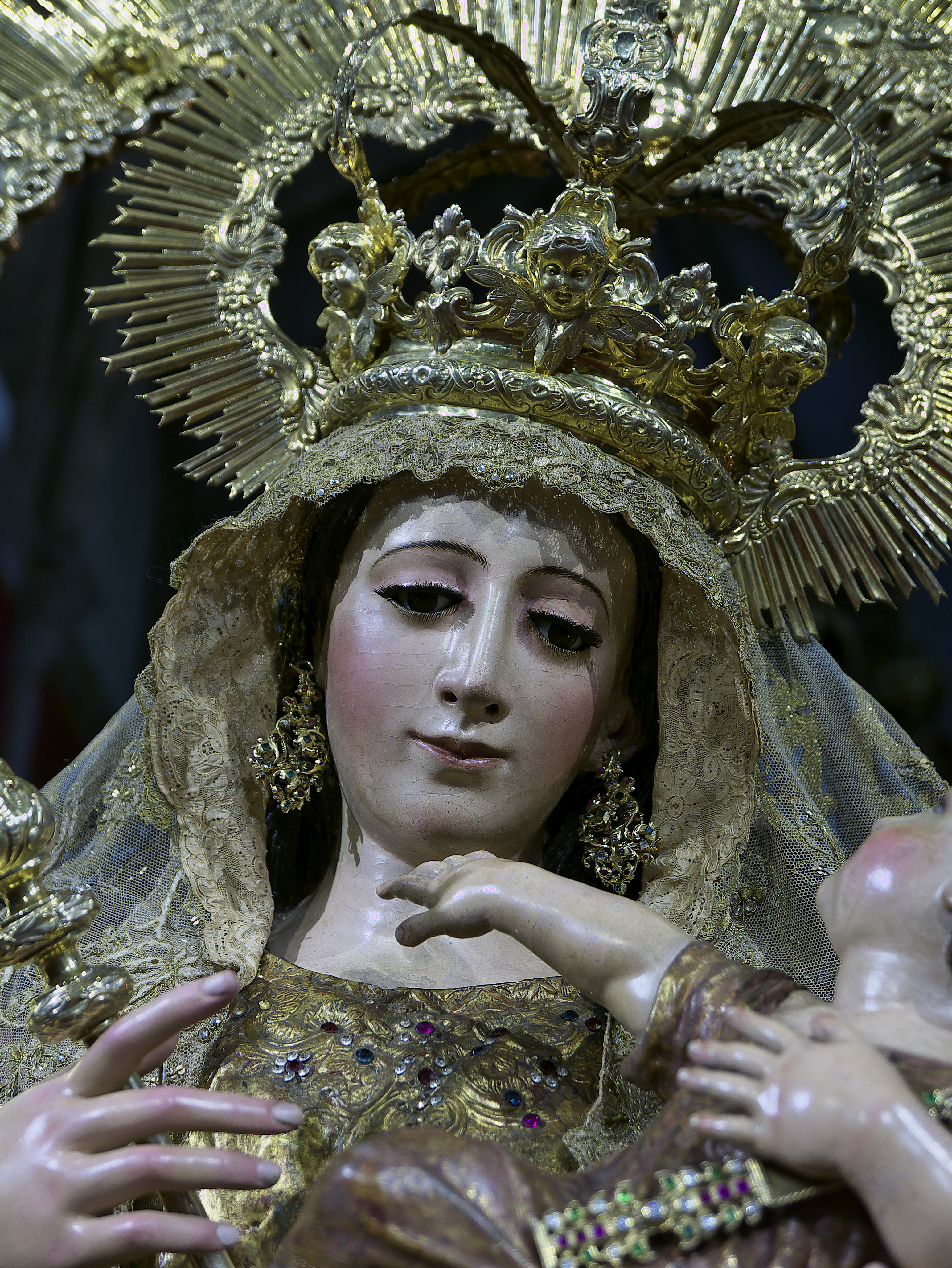
Nuestra Señora Reina de Todos los Santos, Sevilla (1554)

Entre finales de 1554 y 1556, Balduque se centró en la producción de Sevilla con imágenes y retablos para las parroquias sevillanas de San Román, San Lorenzo, San Gil, San Nicolás, San Vicente y San Juan de la Palma. 
Se trata de un periodo fecundo para el escultor y en el que destacan especialmente las efigies de Nuestra Señora Reina de Todos los Santos, y Nuestra Señora del Amparo de la Iglesia de Santa María Magdalena (Sevilla). La primera de las imágenes, patrona del Barrio de la Feria, fue vendida a la Hermandad por un total de 23 ducados y actualmente preside el baldaquino basilical de la Parroquia de Omnium Sanctorum tras salvarse del incendio provocado en el templo durante los graves sucesos revolucionarios de 1936.
Además de éstas, la ciudad todavía conserva varias imágenes letíficas de su producción como la Virgen de la Granada, de San Lorenzo, o la Virgen de la Rosa, venerada en la iglesia de San Vicente. Asimismo, existen diversas esculturas y un retablo de Balduque en Alcalá del Río (Cristo de la Vera Cruz, de la Hermandad de Vera Cruz, Cristo del Buen Fin de la Asociación de fieles del Buen Fin y retablo de Santa Ana).
Otras obras atribuidas al artista en Extremadura son el retablo mayor de la Concatedral de Santa María en Cáceres, realizado a mediados del siglo XVI junto a Guillén Ferrant y el retablo de la Ermita de San Sebastián (Arroyomolinos).
Otra obra atribuida a Balduque o perteneciente a su círculo es la valiosa imagen de la Virgen de la Luz que se venera en la Catedral de San Cristóbal de La Laguna en Tenerife (España). En la Catedral de Lima en Perú se encuentra la imagen de Nuestra Señora de la Evangelización, patrona de la Arquidiócesis de Lima, realizada también por Roque Balduque.
También se le atribuye el Señor de la Santa Vera Cruz de Marchena y Ntra. Señora de los Dolores, inicialmente encargada para la 
ciudad del Cuzco y actualmente venerada en la Catedral de Tarma en Perú.

La historiadora Laura Tinajero Márquez halló el 10 de abril de 2023 el contrato de ejecución del Cristo de Veracruz de Lebrija, así como de la Virgen de Consolación de la misma hermandad y un niño Jesús, entre Roque Balduque y la hermandad en los archivos de protocolos notariales del Archivo Histórico Provincial de Sevilla del año 1559. 

## Actividad
Roque de Balduque nació en Bolduque, capital del Brabante septentrional. Junto a sus familiares Juan Mateo, Pedro, Diego y Andrés Bolduque estableció un taller en Medina de Rioseco, donde se ejecutaron diversos encargos para distintas iglesias del área vallisoletana y palentina.
Casado con Isabel de Balduq y con un hijo varón se afincó en Sevilla en 1534, aunque solo hay actividad documentada en la ciudad desde 1554. Para entonces, "el entallador e imaxinero" aporta los nuevos conceptos artísticos italianos y flamencos que conoce gracias a sus viajes por el continente mientras trabajaba en la decoración de la Sala del Cabildo Bajo de la Casa consistorial de Sevilla.
A partir de diciembre de 1554, Balduque inició una importante serie de imágenes y retablos para diferentes parroquias sevillanas. En las imágenes que se conservan se puede observar una oscilación estilística que va desde el primitivismo nórdico hasta el manierismo flamenco de su región natal.
Tras instalarse definitivamente en la ciudad de Sevilla, en la collación de la Magdalena, Roque Balduque falleció en el mes de febrero de 1561, y fue el holandés Juan Giralte quien se hizo con la tarea de finalizar las esculturas pendientes del maestro.